# スヴェン・シプロック
スヴェン・シプロック（Sven Schipplock、1988年11月8日 - ）は、西ドイツ・ロイトリンゲン出身の元サッカー選手。現役時代のポジションはFW。

## クラブ経歴
2008年、VfBシュトゥットガルトに移籍。当初は3. リーガのリザーブでプレーし、2010年10月のVfLヴォルフスブルク戦でトップチームデビュー。2011年1月のボルシア・ドルトムント戦で初スタメン。3月のFCザンクトパウリ戦で初ゴール。試合は2-1で勝利し降格圏から脱出した。
2011年5月、TSG1899ホッフェンハイムがシプロックを3年契約で獲得したと発表。2014年8月のDFBポカール・USCパロマ・ハンブルク戦で5ゴールを奪い9-0の大勝に貢献。
2015年7月、ハンブルガーSVがシプロックを移籍金175万ユーロ・3年契約で獲得したと発表。
2016年8月、SVダルムシュタット98に1年間レンタル移籍。
2018年7月、アルミニア・ビーレフェルトへフリーで移籍。2021年6月までの3年契約を結んだ。
2021年6月3日、VfBシュトゥットガルトのリザーブチームに加入することが発表された。
2023年夏、現役引退を表明した。